# Yo, Vampiro
Yo, Vampiro es una serie de la editorial DC Comics que originalmente constaba de 24 números, creado por el escritor JM DeMatteis que apareció publicado en House of Mystery #290 entre 1981 y 1983. Al principio comenzó como una historia de respaldo entre House of Mystery siendo una historia de 3 partes, pero pronto se hizo tan popular que finalmente se convirtió en título principal de la portada. Incluso el final de la serie de I, Vampire era casi del tamaño de un libro.

## Historia de la Publicación

### Personaje Principal: Andrew Bennett
Andrew Bennett, quien es el protagonista de la serie, apareció por primera vez en House of Mystery #290. Desde entonces, ha aparecido en varias otras historietas, en especial el la seri del Doctor Destino y los especiales de la editorial DC Comics, en las publicaciones de Halloween. Más recientemente, Andrew Bennett se dio la serie en curso llamado I, Vampire escrito por Josué Hale Fialkov como parte de los nuevos 52.

### Biografía del Personaje
En 1591, después de haberse sido convertido en un vampiro a sí mismo, Lord Andrew Bennett convirtió a su amante, Mary Seward, en un vampiro, corrompido por la sed de poder. Ella tomó el nombre de Mary, la Reina de la sangre y había creado una organización de vampiros llamada la Blood Red Moon (Sangre de la Luna Roja) siendo un grupo que estaba decididos a conquistar el mundo. La serie sigue a Bennett en los tiempos modernos al tratar de deshacerse su error y tratar de acabar con Mary y a su organización La Blood Red Moon.

#### Origen
Andrew Bennett fue originalmente un lord en la corte de la reina Isabel de Inglaterra. Un día, antes de irse de viaje, su amante Mary Seward le advirtió que no la dejara, temiendo por su seguridad sin ninguna razón. Él se rio y le dijo que nunca la abandonaría de ninguna manera. En el camino, fue atacado por un vampiro, lo devoró, posteriormente murió. Al cabo de tres días, resucitó de entre los muertos, pero su mente había sido afectada por la maldición. Prometió beber sólo sangre embotellada de los humanos (de los bancos de sangre) y la sangre de los animales. La única vez que afectó a otro ser humano fue cuando Mary Seward decidió compartir su destino y convertirse en una mujer vampiro. Sin embargo, sucumbió a las tentaciones del vampirismo. Ella se volvería astuta y la maldad la consumió por completo y fundó una sociedad secreta de vampiros llamada La Blood Red Moon. Horrorizado por lo que él había desatado en el mundo, Bennett decidió dejar de Seward. Incluso escapando tan lejos como para este fuese seguido a través del tiempo con la ayuda de los anillos de Kur-Alet.
Ambos lucharon entre sí durante siglos. En 1980, Bennett cuando enfrentaba al Blood Red Moon, mientras se preparaban para la conquista final, fue ayudado por el cazador de vampiros ruso Dmitri Mishkin a quien había criado y entrenado desde niño y la bailarina Deborah, una chica que la salvó de Seward en el festival de Woodstock. Mishkin posteriormente se había convertido en un vampiro y había muerto en el intento por ayudar a Bennett, y lo arriesgó todo por la ingestión de una fórmula soviética que se suponía iba a conferir todos los poderes del vampirismo y neutralizarle todos sus efectos secundarios. La fórmula no estaba destinada a ser tomada por alguien que ya era un vampiro y el cuerpo de Bennett comenzó a decaer rápidamente. La bailarina, sin embargo, había descubierto la manera correcta de utilizar la fórmula y se utilizó ella misma. Atacó a Seward y, al salir el sol, Seward había podido morir definitivamente.
Bennett había muerto una vez más debido a la fórmula, pero fue por un corto tiempo de duración. Fue revivido una vez más, pero él estaba decidido a morir. Él visitó a su amigo Shoju, el líder de un monasterio budista en donde había logrado convertir a un grupo de vampiros del Blood Red Moon. En el monasterio se expuso al sol para quitarse la vida y trató cumplir la petición de Bennett junto con ellos a través de la meditación. Pero una vez más, volvería a la vida.

### Otras aventuras de Andrew Bennett
Bennett reclutaría a los ya mencionados cazadores de vampiros Deborah Dancer y Dmitri Mishkin para su cruzada, y que dichas historias se sitúan en las historias narradas en las páginas de House of Mystery Presents: I, Vampire #291 al 319 (abril de 1981 a agosto de 1983) y The brave and the bold volumen 1 #195 (febrero de 1983), como por ejemplo donde localizarían a Mary, la Reina de la Sangre luego de muchos años, pero se revelaría que este sería un impostor enviado para avergonzarlo. Asimismo, detendrían a un traficante de drogas vampiro llamado Emil Veldt, que les daría los registros financieros de la organización Blood Red Moon.
Investigando todas sus propiedades, lucharían contra el American Freedom Party y conocen a la madre vampírica de Dmitri, Dunya Mishkin. Dmitri quedó tan sacudido y conmocionado por los acontecimientos subsiguientes, que casi los mataría en un accidente automovilístico antes de que confesasen sus penas. Su próxima misión sería en el Templo de  Ineffable Tao.Allí, se encontrarían con un grupo de pacíficos monjes vampiros liderados por el Maestro Shoju, donde matarían al manipulador Billy Kessler. Cuando estos son atacados por agentes humanos al servicio del Blood Red Moon durante el día, un grupo se queda atrapado en un derrumbe. Bennett por poco casi cede a su sed de sangre e intenta morder a Deborah, pero ella se despierta y él la besa. Al darse cuenta de que debe dejar de poner a sus amigos en peligro, Bennett los abandona para continuar su cruzada solo.
La siguiente familia que lo recibe sería asesinada cuando el Blood Red Moon se encuentra con Bennett nuevamente. Se daría cuenta de que sus actividades han estado vinculadas a un carnaval ambulante, por lo que se infiltra disfrazado. Mary descubriría esta artimaña y atravesandolo por un cofre en medio de una mesa en el que se encontraba entre los dos. Bennett sobreviviría logrando frustrar sus planes, incendiando el carnaval. Todos los vampiros serían asesinados siendo quemados por las llamas, excepto Mary, que logra escapar de nuevo. Los vampiros comenzarían a morir cuando Allen Barr inventaría una cura contra el cáncer que hace que la sangre humana se convierta en veneno para los vampiros. Andrew seguiría a Mary hasta Egipto, donde viajaría hacia atrás en el tiempo utilizando unos anillos mágicos de Kur-Alet. Mary intentaría matar a los abuelos de Barr en el siglo XIX, pero terminaría luchando contra Jack el Destripador. Ella dejaría a Bennett en el pasado amenazando a Deborah Dancer cuando era niña y arrojando su anillo al océano. Bennett y el joven bailarín encontrarían su anillo al bucear cuando unos reanimados zombis nazis aparecen en un submarino. Él viajaría de regreso para encontrarse con Mary en su propia historia, donde cada uno de ellos noquea y cambia de lugar con sus contrapartes cuando eran seres humanos del pasado. En este período, serían cazados por cazadores de brujas y obligados a huir antes de que Mary pudiese cebarlos y matarles. Finalmente de vuelta a la actual Manhattan, Bennett destruiría los anillos para que no pudiesen ser utilizados nuevamente. Se enamoraría brevemente de otro vampiro reacio, pero ella se suicidaría en lugar de convertirse en un monstruo. Cuando ve un documental de Woodstock en los cines, recordaría lo importante que son sus amigos y decide irse a casa.
En otra aventura, cuando investiga una serie de asesinatos junto a la reportera Maggie Carle, serían capturados por Allen Barr. Se revelaría que la cura del cáncer de Barr nunca funcionó, sino que sería una estratagema para matar vampiros. Barr resultaríq siendo un vampiro que intentaría aniquilar a la competencia, usando un proceso en el que consistía en convertir a los vagabundos en monstruos para crear el suero. Carle se revela como una vampiro, y escaparían con el antídoto después de dejarlo inconsciente en su laboratorio en llamas. La siguiente aventura de Bennett lo llevaría a Ciudan Gótica, donde conocería a Batman. Se unirían para derrotar a un señor del crimen vampiro llamado Johnny the Gun que trabajaba para reclamar Gotham para la Luna Roja de Sangre.
Edward Trane reaparecería después de setenta años para vengarse, creyendo que Andrew Bennett lo convirtió en un vampiro. Deborah y Andrew aparecerían encarcelados juntos, pero lograrían escapar y atrapar a Trane antes de que Andrew le explique que fue la Luna Roja de Sangre el responsable y no él. Además, se encontrarían de nuevo con Dunya Mishkin cuando lideraría Cruzada Americana, un movimiento religioso extremista dirigido por el reverendo Warnock. Warnock estaría participando en el juego y el movimiento se disuelve, pero pierden a Dmitri cuando van a buscar a su madre. Al rastrear a Dmitri hasta Moscú, se encontrarían con un oficial de la KGB llamado Yuri Rashnikov que intentaría usar una fórmula para reemplazar al alto mando ruso con vampiros. Dunya Mishkin atacaría el complejo de Rashnikov, y se enteran de que Dmitri también se había convertido en vampiro. A pesar de quedar acorralados por Luna Roja de Sangre en la casa de la infancia de Dmitri, lograrían sin embargo matar a todos los vampiros en el ataque. Deborah le dispararía a Dunya con un arma solar y a Dmitri saltaría frente a su madre para salvarla. Cuando Dunya le empieza a despreciar y se mueve para matar a Deborah, Dmitri estaca en el corazón a su madre antes de sucumbir a las heridas fatales. Con su último aliento, comenta que el monstruo ya no era su madre.
Bennett tomaría la fórmula experimental de Rashnikov, diseñada para crear vampiros sin sed de sangre o con sus debilidades habituales. Finalmente se convertiría en un hombre una vez más, capaz de comer y entrar en la luz del sol. Andrew y Deborah disfrutarían una noche juntos, pero él sería capturado por la Luna Roja de Sangre cuando su cuerpo comienza a experimentar los rigores de la mortandad. Mary le explica que el suero no probado no debería haber sido tomado por vampiros existentes, ya que hace que sus cuerpos envejezcan rápidamente y se descompongan. Ella obligaría al inmóvil Andrew a mirar mientras convierte a Deborah en un vampiro también. Deborah le revela que ella había tomado la fórmula sin tales inconvenientes, y las dos mujeres comenzarían luchan hasta la muerte. Mary es derrotada en combate y arrastrada a la luz del sol donde explota en llamas. La ahora inmortal Deborah regresa a Andrew, sosteniéndolomientras finalmente cae en una muerte pacífica.

### Post-Crisis: Historias posteriores aHouse of Mystery

#### Arco,"Doctor Fate: La noche de Brahma"
Algún tiempo después, el personaje de Andrew Bennett empezó a aparecer en otras publicaciones, luego de que I, Vampire dejase de ser publicado en las páginas de House of Mystery, así que una de sus apariciones más notables, fue en los cómics del Doctor Fate. En un arco de dicha serie, se revela que Andrew Bennett sobrevivió, pero ahora se cansó de vivir y ha perdido su compasión. Aquí explica que su cuerpo se reformó después de su primera muerte, y ha intentado suicidarse varias veces desde entonces, pero una vez más resucitaba de inmediato. Al volver a visitar al Maestro Shoju en el Templo de Templo de Ineffable Tao, participa en un suicidio masivo al amanecer con unos monjes vampiros y aún no así no puede morir. Los Señores del Orden le piden que ayude a lograr que Mahapralaya, el fin de Kali Yuga pueda marcar el comienzo de una nueva era de prosperidad. Este "sueño de Brahma" significaría el fin de toda la humanidad, pero él acepta como una forma para lograr suicidarse. Esto le llevaría a mejor sus poderes para eliminar las debilidades del vampiro en su viaje, y lo envían a buscar el Santo Grial en Eustania. Aparecería protegido por un vampiro apóstol llamado Azzarene, que le permite beber del grial, purificándolo para convertirse en un recipiente para Brahma. El entonces Doctor Fate (Linda Strauss) y NABÚ le persiguen en la India, pero es demasiado tarde para poder detenerlo, ya que Bennett toca una flauta que significa el fin del mundo. El mundo desaparecería momentáneamente, dejando a Bennett y Fate para presenciar el pleno amor y la gloria de la creación. La fe de Bennett en la existencia se restablece e ignora a los Señores del Orden, permitiendo que la humanidad pueda sobrevivir. Ahora en paz, toca la flauta al amanecer y acepta que, ya sea por muerte o renacimiento, estará en buenas manos.

#### "Día de la venganza", camino aCrisis Infinita
Durante Crisis Infinita, después de mucho tiempo, tuvo una reaparición en el Bar Oblivion hablando con el Doctor Occult y El Muerto en relación con el alboroto causado por la ira del El Espectro. Más tarde sería reclutado para ayudar en el conflicto por el Pacto de las Sombras. Es de los muchos usuarios mágicos que Enchantress utilizó para canalizar energía mágica para otorgarsela al Capitán Marvel durante su pelea contra El Epectro. Más tarde se lo vería de nuevo en el Bar Oblivion hablando con Jennifer Morgan cuando Kid Devil es expulsado de los Teen Titans.

#### Post-Crisis Infinita, El Equipo Thirteen
Andrew Bennet se uniría más tarde al Equipo Thirteen del Doctor Thirteen cuando se enfrentarían contra los Arquitectos. Este equipo incluiría al cavernícola Anthro, el Captain Fear, Genius Jones, Infectious Lass, Pryemaul y a la hija del Doctor Thirdteen, Traci Thirteen.

#### Miniserie "Reign in hell" y otras apariciones
Andrew Bennett volvería aparecer junto a un grupo de héroes y villanos demoníacos, siendo uno de los muchos convocados llamados a luchar en la batalla del demonio Neron contra Lord Satanus, vinculándose en una guerra en el Infierno reclamando su trono. En ese momento, él se encontraba en Praga, donde le liberan de sus restricciones nocturnas. En otra aparición del personaje, los Outsiders se organizarían para ser parte de una ceremonia que es celebrada cada tres años por la Luna Roja de Sangre en Halloween para intentar resucitar a Mary. Se revelaría más tarde que la mente maestra es Deborah Dancer, quien busca resucitar a Andrew Bennett, ahora enojado porque su maldición ha sido restaurada. Más tarde, estaría involucrado en una profecía relacionada con el Doctor Fate que rodearía a la Starheart durante el arco "The Dark Things". Allí se menciona que, si los hijos de Alan Scott, Jade y Obsidian entrasen en contacto, Scott perdería el control de la raza de hadas en la ciudad creada en el Starheart y que serían capaces de declararárle la guerra a los vampiros. Bennett se vería obligado a crear una nueva Organización de la Luna Roja de Sangre en su defensa, convirtiendo y reclutando a varios héroes de todo el mundo. Esto le llevaría a una reacción en cadena donde Lex Luthor finalmente destruiría el sol. En otra aventura, Dick Grayson, cuando se convirtió en el nuevo Batman junto a Damian Wayne como Robin le ayudarían a liberarle de una pequeña guarida de la organización de la Luna Roja de Sangre donde había sido encarcelado.

### Los Nuevos 52/DC: Renacimiento
Después de la alteración de la realidad según los eventos de Flashpoint la historia de Andrew y Mary fue cambiada toda su vida, y ahora su origen es totalmente desconocido. Ahora, Andrew y Mary aparecen mucho más jóvenes y han viajado juntos durante los últimos 400 años, con Mary, que recientemente tomó la decisión de criar a su ejército para la guerra contra la población humana.
Con el reboot de continuidad con la iniciativa de Los Nuevos 52, se vino nuevas series mensuales, entre los cuales, I, Vampire fue seleccionada entre las que contaría de nuevo la historia de Andrew Bennett en el Universo DC. A partir de la revisión de los orígenes de la orda vampirica de Andrew Bennet y Mary la reina de la sangre, como fue contado en las páginas de Yo, Vampiro vol. 1 #0 (de noviembre de 2012), y de acuerdo a esta historia, Andrew Bennett fue alguna vez un joven señor perteneciente a una familia acomodada y adinerada, pero su padre no aprobó a la mujer de la que se enamoró, Mary Seward. Mientras viajaba en un carruaje durante una tormentosa noche hasta la casa de Mary, le escribió una carta a su madre, esperando que ella entendiera su decisión de huir con ella.  Sin embargo, a medida que la tormenta empeoraba, la rueda del carruaje se rompió volcando el carruaje, matando al conductor y lanzando a Andrew por la ventana. En medio de una fuerte lluvia, Andrew vio una figura oscura, malvada y misteriosamente envuelta, que parecía complacida de verlo, con intenciones maliciosas. Cuando el extraño se acercó, Andrew se asustó lanzándole una daga a través del pecho del hombre. Para su sorpresa, su atacante ni siquiera sangró. Al darse cuenta de que su muerte era inevitable, Andrew exigió la dignidad de que se le permitiera ponerse de pie, algo que el extraño le concedió. Con este respiro temporal, Andrew no pudo evitar preguntar qué tipo de hombre era este extraño, dado que obviamente no era simplemente humano. De mala gana, el extraño le contó su historia. Mientras estaba maldito, expulsado y muriendo, se había alimentado de la mujer que había amado, y su vida le dio un terrible poder. Aunque inicialmente estaba horrorizado por sus propias acciones, su mujer pronto volvió a la vida, y ella cambió. Entonces entendió la razón de su maldición, y juntos, crearon muchos hijos, unidos por el poder de la sangre. Después de un tiempo de vivir como reyes monstruosos, se encontraron con un demonio que había venido para recuperar el poder que tenían. Aunque no pudieron ser asesinados, el Demonio tomó las almas de todos los que había convertido, incluida su mujer. Esa noche le prometieron al demonio que si se alimentaban una sola vez de un alma verdaderamente inocente, estos serían maldecidos para pasar sus días encerrados en un vacío de la nada, eternamente. Al escuchar esto, Andrew no podía dejar de profesar que cuan tan inocente era, aunque el extraño sabía que el muchacho estaba realmente motivado por la lujuria por tener a Mary. Cansado de la resistencia de Andrew, el extraño le hizo contar su propia historia, para que pudiera ser considerado digno. Andrew explicó que se había enamorado de una simple criada en la casa de Bennett, y su familia no toleraría ese amor. No tenía otra opción que correr y vivir con ella en paz. Con esto, Andrew desafió al vampiro a ver cuán noble e inocente era. Obligado ante este suceso, el extraño se transformó en un lobo gigantesco y desafió a Andrew a correr como deporte. Mientras este lo hacía, Andrew rezaba al cielo, una y otra vez, para que le permitiera ver la cara de Mary una vez más, con sus propios ojos estando vivo. Desafortunadamente, Andrew tropezó, y el lobo pronto lo alcanzó. Cuando Caín hundió los dientes en el cuello de Andrew, hubo una reacción casi instantánea, y supo que estaba equivocado acerca del muchacho. De alguna manera, este muchacho enamorado había sido suficiente para contener su poder, y estaba atrapado para siempre. Andrew, mientras tanto, fue maldecido para vivir de nuevo. Más tarde, Andrew despertó con un hambre abrumadora de sangre. Mientras gritaba, una anciana se acercó llamando para ver si estaba bien. Astutamente, Andrew enmascaró su sed de hambre y para su horror, logró tranquilizarla. Sin embargo, ella comenzaría a sentir el peligro, por lo que él le mordió el cuello. Sin embargo, él no la había matado, y ella rogó que se salvara. Al darse cuenta de la extensión de su maldición, Andrew solo pudo correr, ya que la mujer murió enterrada. Lamentablemente, Andrew escribió una carta a Mary, rogándole que no la buscara, ya que nunca podrían estar juntos a causa de su nuevo terrible mal. A partir de ese momento, sus dos corazones se rompieron y cambiaría para siempre.

#### Arco,Amor Podrido
Como anteriormente se narró, para la nueva continuidad, en este cómic, la historia parcialmente cambió, ahora, la historia que continúa a partir de lo narrado en Yo, Vampiro vol. 1 #0, donde se sigue a la historia subsiguiente, en donde Andrew y Mary Seward pasarían aun así una última noche juntos como amantes, luego de mantener parte de la historia que les uniría por el resto de la eternidad, donde se cuenta que antes de que ella planease librar una guerra contra la humanidad, se mantuvo el hecho que condujo a como ella se convirtió en vampiro y como ella se corrompió, manteniendo parcialmente parte de la historia original, aunque agregando cambios a la misma historia. Ella le daría a Andrew una última opción para unirse a ellos, posteriormente, enviaría 300 vampiros para que los matase para que su especie lo conozca como un traidor. Bennett reuniría a un equipo para cazarla, incluidos sus compañeros, el genio profesor John Troughton y el psicótico asesino de vampiros adolescentes Tig Rafelson. John Constantine, que tuvo una aparición en la serie, se une brevemente con Bennett para asesinar al padre vampirizado de Tig. Rastrearían a Mary hasta Ciudad Gótica, donde Batman los ayudaría a investigar una nueva horda vampírica. En la prisión que solía alojarlos, los cuatro lucharían contra nuevos vampiros hasta que Bennett lograría matar a su padre y curarlos. Batman le impide matar a Mary, y Tig terminaría por decapitar a Andrew porque cree que esto mataría a Mary. La muerte de Andrew Bennett hace que un mal primordial llamado Caín, el padre de todos los vampiros, se levantase del suelo en su lugar.

#### Con laJustice League Dark
ARGUS le encargaría a la Justice League Dark para que rescatse al Doctor Mist, y Constantine llamaría a su favor el servicio de Andrew Bennett para que les ayudase. Viajarían hasta Perú y detendrían y desmantelarían a un culto iniciado por Felix Faust. Se revelaría que el poderoso objeto que llevaba era un mapa de los legendarios Libros de Magia. Constantine les traería de vuelta para decidir sus acciones en la Casa del Misterio. Bennett consideraría que su deuda está pagada y decide abandonar al equipo, pero Constantine le revela que puede retirar a los visitantes de la Cámara cuando lo desee.

#### ArcoLa Guerra de los no muertos
En las páginas de I, Vampire, en una historia que se ambienta en Utah, Andrew Bennett y Mary establecerían un campamento masivo con cada vampiro sirviente en América del Norte. Allí, se demuestra que sus poderes son casi omnipotentes que le convierten en su líder mesiánico, aunque sus seguidores crecen inquietos alimentándose tan solo de ganado. Tig y Troughton seguirían las órdenes de Bennett y visitarían a la despiadada Orden de Caza de monstruos de los Van Helsings en busca de ayuda. Mary desafiaría a Andrew por la autoridad, y luchando frente a frente ante toda la población de vampiros. Los Van Helsings deciden atacar este campamento, ya que con esto creen eliminaría al 60% de todos los vampiros del planeta. Utilizando Napalm,se lanza esta bomba incendiaria al asentamiento lanzándosela al aire a un ejército de soldados para hacerles la guerra. En este conflicto, los vampiros se alimentarían de sus víctimas mientras que los Van Helsings muertos son reanimados como momias con magia egipcia. Ambos bandos propagarían una infección que convertía a otros en estos seres, lo que condujo a una loca batalla entre vampiros zombis y cazadores de vampiros convertidos en vampiros. Andrew Bennett se reuniría con Tig y Troughton cuando matan al líder de la organización Van Helsing, y Bennett admite que no tuvo idea de lo que estaba haciendo. En ese momento, el equipo de superhéroes StormWatch interviene con Apollo, Jack Hawksmoor y Midnighter, quienes se unen a la lucha. Hawksmoor sugiere que usen a Bennett como un recipiente para contener a esta magia malvada, de la misma manera que contuvo a Caín como una Cerradura del Demonio. Bennett absorbería toda la energía negativa de un amplio radio de acción, curando a todos, incluida a la misma Mary, junto con toda su plaga y a costa de volverse un ser poderosamente malvado.

#### Arco,Ola de mutilaciones
Después de haber tomado a Tig como su nueva reina vampiro y corromperse como una vez se había corrompido a Mary, Andrew se encuentra en su camino la casa de Deborah Dancer en Maine, dos meses después de que ella sufriese la corrupción por convertirse en una vampiro. Después de ser atacado por ella, y al darse cuenta de que se había convertido en malvada, decidió que se alimentaría de ella y la convertiría, recordandole su pureza de corazón y cómo había hecho que se convirtiera en medio vampiro, exactamente como un tipo de rareza vampírica. Además, quiso para ella evitase que con su nueva raza de vampiros se corrompiera e hiciesen lo que quisieran, por lo que estableció una nueva serie de reglas vampíricas. Sin embargo, cuando estaba a punto de alimentarse, sería detenido por la ahora recientemente humana y moralista Mary, junto con sus antiguos amigos cazavampiros.
Aunque los cazadores lograrían someter a Tig y a Andrew con queroseno incendiario y logarn rescatar a Deborah, su perro mascota Mishkin no tendría tanta suerte, por muriendo a manos de Andrew poco después de su partida, posteriormente el can resucitaría como perro vampírico con poderes. Poco tiempo después, Andrew llegaría al Bar Oblivion, donde hace que Tig seduzca y convenza a un poderoso mago, llamado Charles Francis Thompson, para que fuese elegido como su general para su nuevo ejército de vampiros. Después de convencerlo, el dúo de vampiros logra convencer a Charles para que se deje morder por parte de Tig y lo convierta.
En busca de un artefacto para llevar a cabo su plan, Andrew se dirigiría hacia la Armería sede de la Orden de los Van Helsings. A pesar de una feroz oposición, se dirige junto con sus compañeros a la sección de archivos. Poco tiempo después, masacraría a la mayoría de los Van Helsings, escapando de la fortaleza con la piedra que tocó el Cielo en la parte superior de la Torre de Babel, junto con el guardián de los libros de los Van Helsings convertido en un nuevo vampiro, llegando adentro y tomando el control de la Casa del Misterio.
En defensa contra esta infiltración, Andrew lograría matar a John Troughton, solo para ser retenido por John Constantine poco tiempo después con su magia. Seduciendo a Mary para tratar de convertirla nuevamente en vampirismo, Tig, se sorprende al darse cuenta de que el mató a su padre, decapitando a Mary y prometiendo matarlo también. Luego de luchar contra Tig y los cazadores de vampiros, Andrew revela accidentalmente que planeaba destruir el mundo fusionando el Cielo y el Infierno a través de un portal que conecta a ambos, en contra de los planes de dominación mundial de sus hermanos vampiros. No mucho tiempo después de que perdiese el apoyo de sus camaradas, Caín eliminaría las almas de todos los vampiros atrapados dentro del cuerpo de Andrew tras la anterior derrota de Caín, examinándolos hasta encontrar el alma de Lilith, su antigua novia, y arroja el cuerpo de Tig. Andrew, aunque recuperado y queriendo detener el fin del mundo, es detenido por el espíritu de Mary, que también le quiere ayudar.
Mientras Mary, ahora una agente de Dios, lucha contra Tig y Charles, poseídos por el espíritu de la vampiresa Lilith, Andrew, aunque no tuvo éxito en matar a Caín incluso con la ayuda de Deborah, Lucifer le encarcela eternamente dentro de la Casa del Misterio, luego le empujaría hacia donde se encontraba el Guardián de los Libros, donde se encontraba el portal destructivo con la ayuda de Mishkin, destruyendo el portal con la desagradable muerte del Guardián y la destrucción resultante del ladrillo que sostenía la Torre de Babel, además de contener el alma de Lilith que había sido succionada del cuerpo de Tig en el proceso siendo forzada a regresar al Infierno. Mary, incapaz de permanecer en el reino de los mortales después de completar su misión de matar a Lilith, se despide de Andrew, cada uno profesando su amor hacia el otro, admitiendo que después de haber vivido la experiencia de haber sido una vampiro no fue lo que la hizo malvada, sino así misma. Con el mundo salvado, Andrew se queja de Deborah sobre la idea en contra de matar a Tig y Charles, los últimos vampiros a quién matar, señalando que son demasiado estúpidos para meterse en problemas.

#### Arco,El Señor de los vampirosyDC: Renacimiento
Algún tiempo después de la caída de Caín, Andrew trabajó en algún momento para controlar la población de vampiros, aunque sin tantos problemas. Ahora sería famoso como el "Señor de los vampiros" entre aquellos que conocen su saber, gobernando sobre ellos y controlando a sus poblaciones para evitar que se conviertan en una amenaza para los series vivos. Se daría cuenta de la recién convertida Cissy Chastain, por quien viene de la casa de Atsuo Uchida, el cazador de vampiros "Silver", para alejarla de la vida buscaría enseñarle los caminos de los vampiros. Sin embargo, para su sorpresa, Silver ha ingerido cantidades extremadamente grandes de agua bendita, lo que la hace que sea extremadamente tóxica para el resto de los vampiros. Cissy, habiéndola mordido, se inmola en los brazos de Andrew, dejando nada más que un esqueleto ceniciento. Sorprendido por lo novedoso que fue ese enfoque, Andrew simplemente abandona la mansión con un enjambre de murciélagos sin enfrentarse ni a Batgirl ni a Strix, que habían venido a salvar a Cissy antes de enterarse de su vampirismo.

##### DC Rebirth:Justice League Dark Vol.2
En las páginas de la Justice League Dark Vol.2 #7 y 8 de los meses de marzo a abril de 2019 Andrew tendría una nueva y breve aparición donde se aparece ante John Constantine en referencia al caos causado con los señores del Orden a raíz de los sucesos relacionados con el Upside-Down Man, seres que entraron al plano mortal desde una dimensión que buscan destruir la magia.

## Poderes y habilidades
Al igual que muchos vampiros, Bennett es capaz de convertirse en vampiro, por lo que tiene los siguientes poderes:
- Vampirismo: Además de los diversos beneficios mentales y físicos de los que son herederos los vampiros, también posee la capacidad de convertir a otros en vampiros. Cada nuevo vampiro es tradicionalmente convertido en un subordinado de acuerdo a la víctima seleccionada, pero se sabe que algunos vampiros con la suficiente voluntad pueden rebelarse contra sus amos.[65]
- Sentidos mejorados: los sentidos de un vampiro se mejoran mucho más allá de los de un ser humano normal. Entre estos se destaca, una visión mejorada, audiencia mejorada, y el sentido de olor mejorado.[65]
- Inmortalidad: Mientras los vampiros sigan consumiendo sangre, no envejecerán más allá del estado físico en el que se encontraban cuando se convirtieron en vampiros.[65]

- Invulnerabilidad: los vampiros son invulnerables a gran parte de la mayoría de cualquier lesión mortal (aunque se aplican ciertas * cepciones), como es el caso de que no les afecta el disparo de las balas, ser acuchillados y los objetos contundentes que hagan poco o ningún defecto al cuerpo de un vampiro.
- Poder de Regeneración: Además de ser prácticamente indestructible, cualquier daño que sufra un vampiro puede curarse mediante el consumo de sangre humana.[65]
- Fuerza superhumana: El nivel de fuerza de un vampiro es varias veces superior al de un ser humano normal y se consideran superhumanos.[65]
- Resistencia superhumana: Mientras continúen consumiendo sangre humana, un vampiro puede funcionar incansablemente sin descansar ni relajarse. Sin embargo, la resistencia de un vampiro disminuye cuanto más se acerca el amanecer. Sin embargo, una incongruencia durante Los Nuevos 52 se presentó sobre la resistencia a la aluz del sol, donde los Vampiros en la nueva continuidad ya no podían ser destruidos por la luz solar, cambiando la idea que simplemente debilitados por el mismo. Debido a su edad, Bennett es mucho más fuerte que la mayoría de los otros vampiros.[65]
- Psicoquinesis: La mayoría de los vampiros poseen alguna forma de psicoquinesis. Algunos son clarividentes, otros pueden comunicarse telepáticamente, algunos poseen control mental. Los vampiros particularmente poderosos pueden controlar las mentes de varias personas a la vez, incluso son capaces de Hipnotizar.[65]
- Poder de Transformación: los vampiros a menudo poseen la capacidad de transformarse en una variedad de criaturas o efectos como murciélagos, lobos, ratas o incluso niebla. Si bien sus atributos físicos pueden fluctuar durante tales estados, la agudeza mental de un vampiro es la misma que cuando están en su forma humana. Un vampiro que se transforma en un animal también puede beneficiarse de los atributos de ese animal en particular, incluidas las garras afiladas, los colmillos o la capacidad de volar.
- Metamorfosis: Los vampiros a menudo demuestran la capacidad de alterar su apariencia a voluntad, como el desarrollo de Garras, Colmillos, y el Ajuste de fase.[65]
- Magia: Después de ser resucitado por Crystal One, Andrew se ha mostrado experto en el uso de magia.[65]

## Otros personajes similares
- Conde Drácula

- Conde Drácula (Marvel Comics)

- Blade
- Hellsing
- Lilith